# Saïd Mohamed Jaffar
Pour les articles homonymes, voir Jaffar.
Le prince Said Mohamed Jaffar el Amjad, né le 14 avril 1918 à Mutsamudu et mort le 22 octobre 1993, est un homme politique comorien. 

## Biographie
Saïd Mohamed Jaffar, descendant du sultan Saïd Achmet de Bambao, est président du Conseil du gouvernement du territoire des Comores du 16 juin au 24 décembre 1972.
Il est élu sénateur, au poste laissé vacant par Ahmed Abdallah, du 8 avril 1973 à sa démission le 6 novembre 1975,, plusieurs mois après la déclaration d'indépendance, le jour de son discours pour l'admission des Comores au siège de l'ONU.
Jaffar, ferme partisan de l'indépendance, devient chef de l'État un mois après la proclamation de l'indépendance, à l'issue du coup d'État du 3 août 1975 et avec l'aide d'Ali Soilih ; il quitte son poste en janvier 1976. Il est également ministre des Affaires étrangères durant cette période.

## Distinctions
- Grand cordon de l'Étoile royale de la Grande Comore[3]
- Grand cordon du l'ordre du Croissant vert[3]
- Chevalier de l'ordre de l'Étoile d'Anjouan[3]
- Chevalier de l'ordre du Ouissam alaouite[3]